# 1983年バレーボール女子アジア選手権
1983年バレーボール女子アジア選手権（英: 1983 Asian Women's Volleyball Championship）は、1983年11月10日から11月17日にかけて日本の福岡で開催された、アジアバレーボール連盟主催の第3回バレーボールアジア選手権女子大会。1984年のロサンゼルスオリンピックの予選を兼ねた大会でもあった。
出場国は9カ国。日本が2大会ぶり2回目の優勝を飾ると共に、ロサンゼルスオリンピック出場を決めた。

## 最終結果
| 順位 | 国                   |
| ---- | -------------------- |
| 1    | 日本                 |
| 2    | 中国                 |
| 3    | 韓国                 |
| 4    | チャイニーズタイペイ |
| 5    | フィリピン           |
| 6    | インドネシア         |
| 7    | オーストラリア       |
| 8    | 香港                 |
| 9    | ニュージーランド     |